# Real Madrid C
Real Madrid Club de Fútbol C, phổ biến với tên Real Madrid C, là một đội bóng đá Tây Ban Nha thi đấu ở Giải hạng Tư Tây Ban Nha - Nhóm 7. Đội bóng là đội dự bị thứ hai của Real Madrid. Đội bóng thi đấu các trận đấu trên sân nhà của đội tại La Ciudad del Real Madrid ở Valdebebas bên ngoài thành phố Madrid. Vào cuối Giải hạng Tư Tây Ban Nha 2014-15, Real Madrid C bị giải thể.